# Jerzy Pośpiech
Jerzy Antoni Pośpiech (ur. 13 kwietnia 1933 w Mikołowie) – profesor filologii polskiej, pierwszy rektor Uniwersytetu Opolskiego.

## Życiorys
Syn Stefana i Heleny. Urodził się w rodzinie śląskiej z Mikołowa, gdzie ukończył szkołę podstawową i średnią. W latach 1950–1955 studiował filologię polską na Uniwersytecie Wrocławskim. Był studentem prof. Stanisława Kolbuszewskiego. Pod jego kierunkiem napisał pracę magisterską o dramatopisarstwie Cypriana Kamila Norwida i doktorat na temat twórczości Józefa Ignacego Kraszewskiego.
Po studiach przeniósł się do Opola, gdzie pracował jako asystent w Bibliotece Głównej Wyższej Szkoły Pedagogicznej i równocześnie w Katedrze Literatury Polskiej (lata 1955–1964). W 1968 r. objął stanowisko docenta i związał się z Pracownią Literatury Ludowej Instytutu Badań Literackich PAN w Warszawie. Od 1970 r. był  członkiem redakcji Kwartalnika Opolskiego, a od 1983 r. jego redaktorem naczelnym. W 1990  r. został prezesem Opolskiego Towarzystwa Przyjaciół Nauk.
Przez wiele lat pełnił znaczące funkcje na uczelni. Był pełnomocnikiem rektora ds. zatrudniania absolwentów. W latach 1975–1982 pełnił funkcję prodziekana Wydziału Filologiczno-Historycznego, następnie w latach 1982–1990 prorektorem WSP ds dydaktycznych. W 1987 uzyskał tytuł profesora zwyczajnego.
W 1990 r. został wybrany przez Kolegium Elektorów WSP na rektora WSP, pokonując nieznacznie prof. Barbarę Rzeszotarską. Za jego kadencji – w 1994 roku – miało miejsce przekształcenie Wyższej Szkoły Pedagogicznej w Uniwersytet Opolski. Znaczną rolę w tym przedsięwzięciu odegrał prof. Pośpiech, który decyzją ministra edukacji narodowej został powołany na funkcję pierwszego rektora tej uczelni. W 2002 otrzymał  Nagrodę im. Wojciecha Korfantego nadaną przez Związek Górnośląski.

## Wybrane publikacje
- Zwyczaje i obrzędy doroczne na Śląsku, Opole 1989.
- W ojczyźnie serce me zostało... w dwusetną rocznicę urodzin Adama Mickiewicza, wyd. UO, Opole 1998.
- Joseph von Eichendorff – wybitny niemiecki poeta romantyczny z ziemi raciborskiej, wyd. Dom Współpracy Polsko-Niemieckiej, Gliwice 1999.
- Z dziejów i dorobku folklorystyki śląskiej (do 1939 roku), pod red. Jerzego Pośpiecha i Teresy Smolińskiej, wyd. UO i Dom Współpracy Polsko-Niemieckiej, Opole 2002.
- Z dziejów i dorobku polskiego i niemieckiego czasopiśmiennictwa na Śląsku, pod red. Władysława Hendzla i Jerzego Pośpiecha, wyd. UO i Dom Współpracy Polsko-Niemieckiej,Opole 2006.